# Подлужанка
Подлужанка (словац. Podlužianka) — річка в Словаччині, права притока Сікеніци, протікає в округах Левиці.
Довжина — 37 км.
Бере початок в масиві Штявницькі гори на висоті 525 метрів. Впадають Чайковський потік і Рибницький потік. Протікає містом Левиці.
Впадає у Сікеніцу при селі Шаровце на висоті 137.5 метрів.